# Étienne Moreau-Nélaton
Pour les articles homonymes, voir Moreau-Nélaton.
Étienne Moreau-Nélaton, né le 2 décembre 1859 à Paris où il est mort le 25 avril 1927, est un peintre, céramiste, affichiste, collectionneur et historien d'art français.
Il est connu pour avoir légué à la France de très nombreuses œuvres d'art, comme Le Déjeuner sur l'herbe d'Édouard Manet, Rue de la Chaussée à Argenteuil et La Forge à Marly-le-Roi d'Alfred Sisley ou encore Les Coquelicots de Claude Monet, aujourd'hui tous trois conservés au musée d'Orsay à Paris.

## Biographie

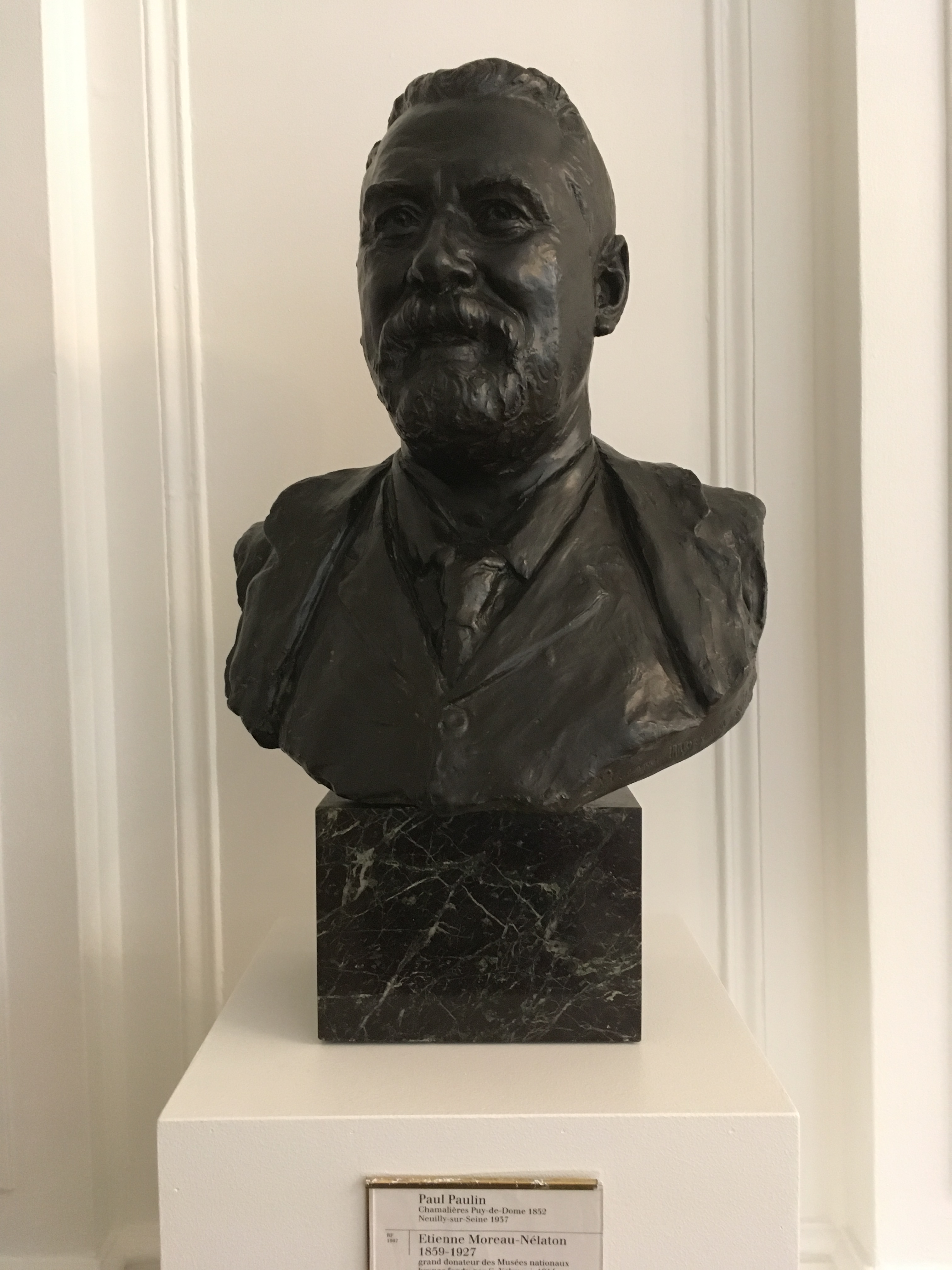
Buste représentant Moreau-Nélaton, par Paul Paulin (musée d'Orsay).

Il est le fils d'Adolphe Moreau (1827-1882), collectionneur d'art et conseiller d'État, et de Camille Nélaton. 
Son épouse, Edmée Braun, et sa mère, Camille Moreau-Nélaton, font partie des victimes de l'incendie du Bazar de la Charité en 1897,. 
Son grand-père, Adolphe Moreau (1800-1859), agent de change, se prit d'affection pour l'œuvre d'Eugène Delacroix, passion qu'il transmit à son fils et qu'Etienne poursuivit à travers quelques publications notables.
Moreau-Nélaton fut l'élève du peintre Henri Harpignies. Il fut décoré de la Légion d'honneur en 1907 et est élu membre de l'Académie des beaux-arts en 1925.
Il effectua trois donations (ou legs) importantes d'œuvres d'art, en 1906, 1919 et 1927, ce qui en fait  l'un des plus grands donateurs particuliers envers l'État français. Celle de 1906 rassemble des artistes qu'il admirait : Eugène Delacroix, Alexandre-Gabriel Decamps, Jean-Baptiste Corot, Henri Fantin-Latour, Édouard Manet, Eugène Carrière, Pierre Puvis de Chavannes, Maurice Denis. Les 40 toiles de Corot, que Moreau-Nélaton plaçait parmi les plus grands, sont aujourd'hui rassemblées dans une seule salle au musée du Louvre. 
En 1927, il lègue au Louvre et à la Bibliothèque nationale toute sa documentation constituée d'une collection de plusieurs milliers de dessins, calques et gravures.
Un portrait de lui avec la jeune Hélène Helleu à la pointe-sèche par Paul Helleu a figuré sous le n°5 du catalogue de la vente "Art Nouveau et Art Déco" par l'étude Tajan à Paris le 19/05/1999 (reprod. coul.).

## Distinctions
- Officier de la Légion d'honneur (1927).

## Galerie d'œuvres

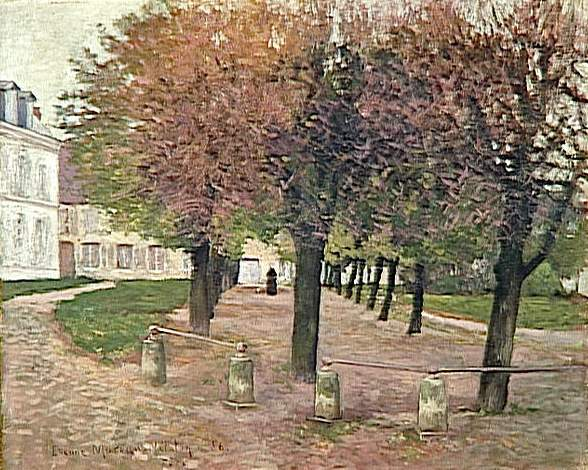
La place de Fère-en-Tardenois, 1886, musée d'Orsay, Paris.
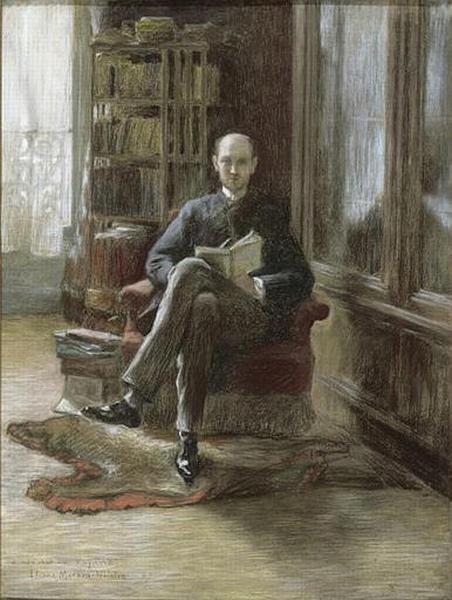
Raymond Koechlin, 1887, musée d'Orsay, Paris.
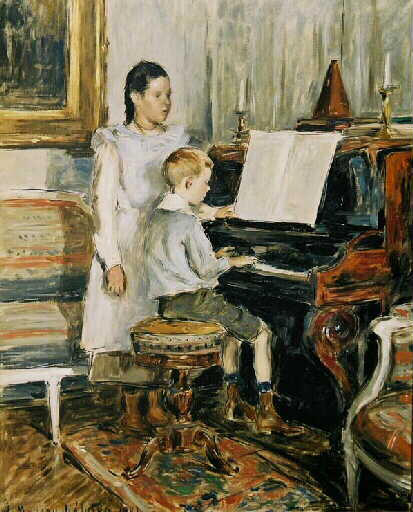
Enfants au piano, 1902, musée des beaux-arts de Pau.
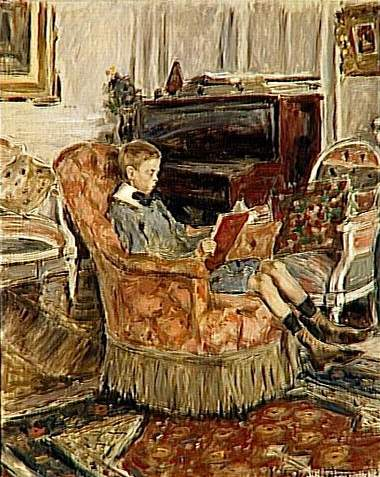
L'Enfant au livre, 1903, musée d'Orsay, Paris.
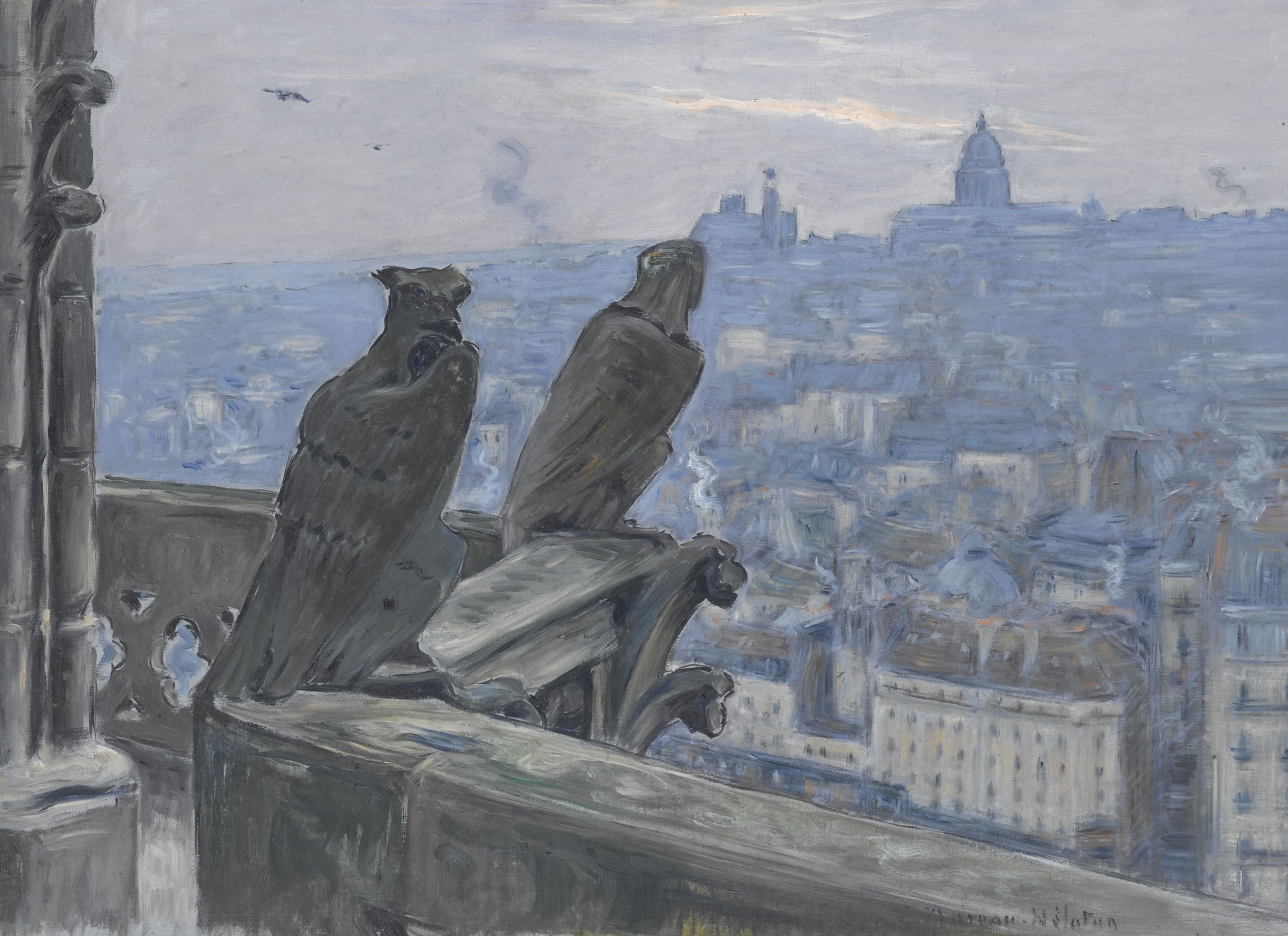
Etienne Moreau Nélaton, Paris depuis la tour du châtelet. Coll.priv
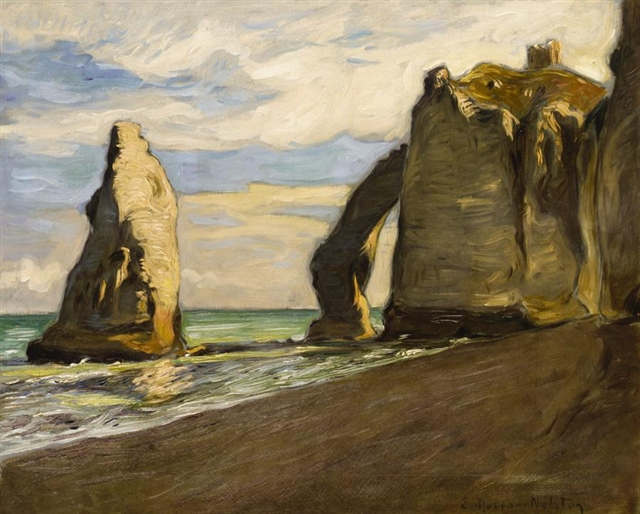
Etienne MOREAU-NELATON (1859 - 1927) Etretat, circa 1898
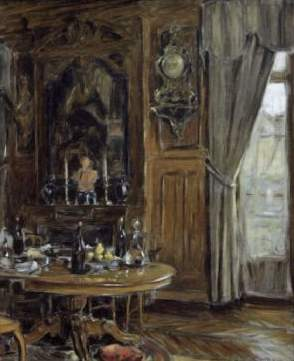
Etienne Moreau Nélaton, Scène d'intérieur. Huile sur toile signée en bas à droite, datée 1901. 65 x 54 cm
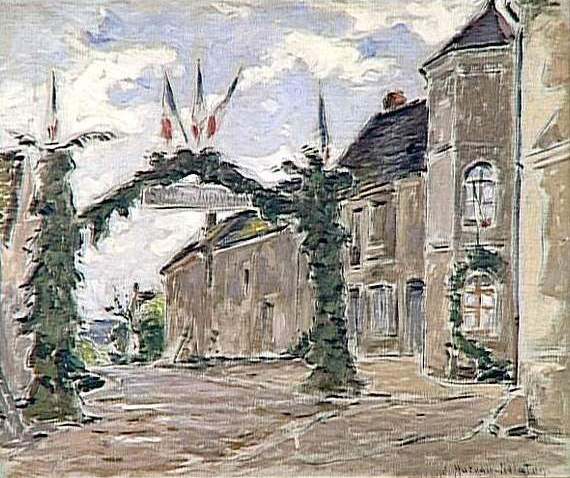
Etienne Moreau Nélaton, Réception du préfet, musée d'Orsay
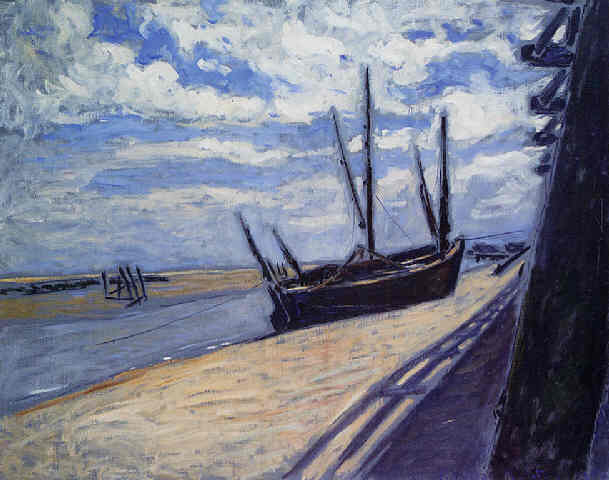
Etienne Moreau Nélaton, Barque sur la plage
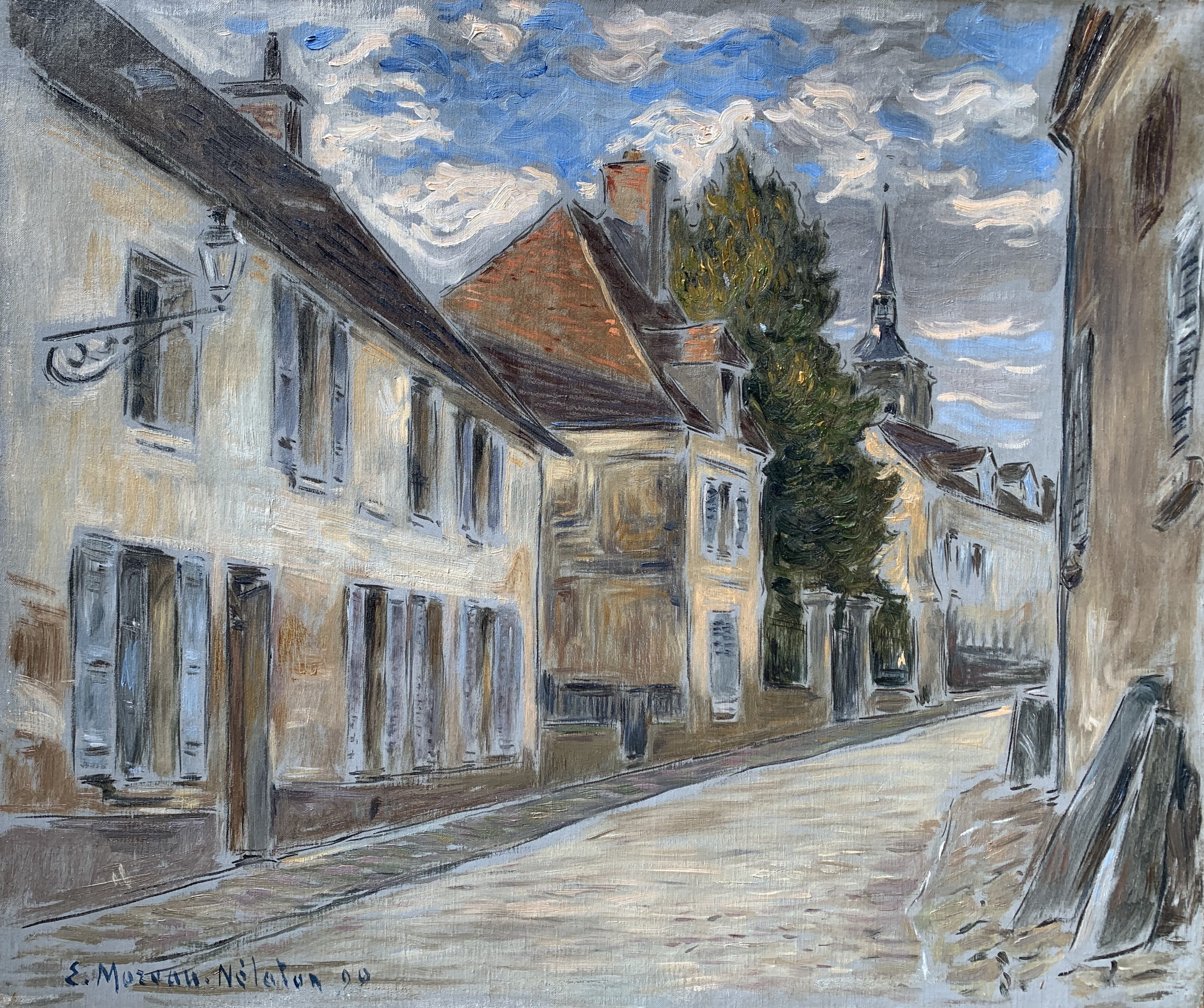
Etienne Moreau Nélaton, Fère en Tardenois, rue du Pont, 1899

## Œuvres

### Eaux-fortes
Au Château-Musée de Nemours:
- Kalypso, XIXe siècle, eau-forte, 32.4 x 50.2 cm, n° inv. 1908.69.1[13].
- La sœur de charité, XIXe siècle, eau-forte, 39.4 x 45.8 cm, n° inv.1909.20.1[14].
- Bienheureux ceux qui souffrent la persécution, XIXe siècle, eau-forte, 45.4 x 39.5 cm, n°inv.1909.21.1[15].
- Bienheureux ceux qui pleurent, XIXe siècle, eau-forte, 39 x 46.1 cm, n°inv.1909.22.1[16].

### Affiches

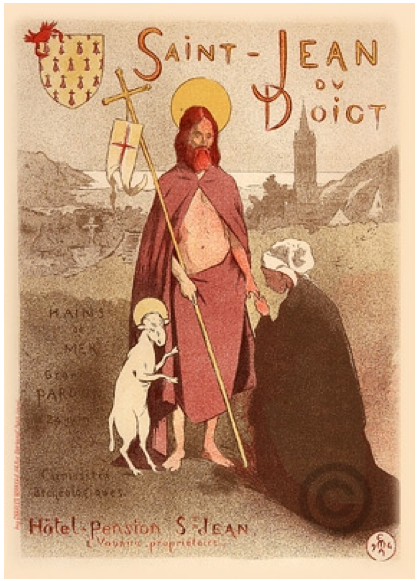
Affiche pour Saint-Jean-du-Doigt (1894).

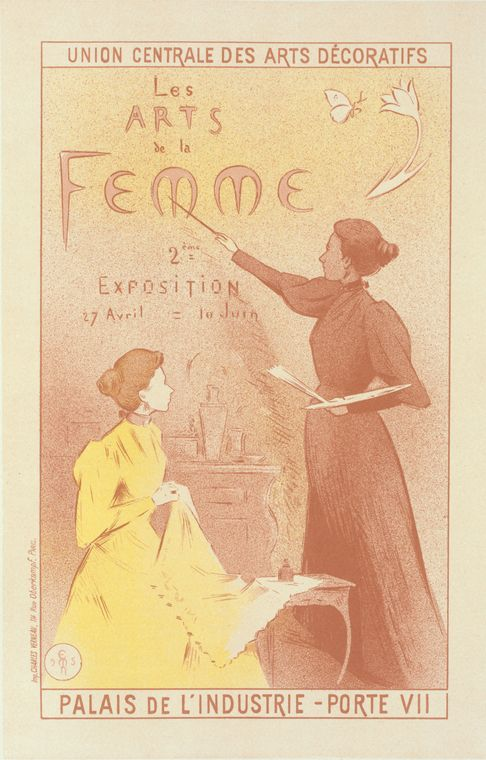
Affiche pour la deuxième exposition des Arts de la Femme, Union centrale des arts décoratifs à Paris (1894).

Reproduites dans la revue Les Maîtres de l'affiche :
- 1894 : Saint-Jean-du-Doigt
- 1894 : 2e exposition des Arts de la Femme, avril-juin [1895], Palais de l'Industrie
- 1897 : La Nativité
- 1897 : Exposition nationale de la Céramique et de tous les Arts du feu
- 1897 : Notre-Dame du Travail

### Publications
- Les Grands Saints des petits enfants : légendes en images, 1896
- Camille Moreau, peintre et céramiste, 1840-1897, 1899
- Notre-Dame de Val-Joyeux, 1900
- Les Le Mannier, peintres officiels de la cour des Valois au XVIe siècle, 1901 (lire en ligne)
- Le Peau-Rouge, 1902
- Les Douze Coups de minuit, 1903
- Histoire de Corot et de ses œuvres, d'après les documents recueillis par Alfred Robaut, 1905 (lire en ligne)
- Chantegrive, 1906
- Manet, graveur et lithographe, 1906
- Les Clouet, peintres officiels des rois de France. À propos d'une peinture signée de François Clouet, 1908
- Le Portrait à la Cour des Valois : crayons français du XVIe s. conservés au Musée Condé à Chantilly, 5 vol., 1910 (lire en ligne)
- Histoire de Fère-en-Tardenois, 3 vol., 1911
- Fleurs et bouquets, étude sur le jeu de l'arc dans l'arrondissement de Château-Thierry, 1912
- Corot, biographie critique, 1913
- Les Églises de chez nous, 3 vol., 1913-1914, prix de Joest de l’Académie française
- Mon bon ami Henriet, 1914
- Le Roman de Corot, 1914
- La Cathédrale de Reims, 1915 (lire en ligne)
- Delacroix raconté par lui-même, étude biographique d'après ses lettres, son journal, etc., 2 vol., 1916
- Jongkind raconté par lui-même, 1918
- Mémorial de famille. Tableaux généalogiques, 1918 (tome 1), (tableaux généalogiques)
- Histoire d'une âme héroïque. Dominique Moreau-Nélaton [aspirant au 44e régiment d'infanterie, mort pour la France], raconté par son père, 1919
- Chez nous après les Boches. Le Foyer détruit. Le Coq qui pleure. La Croix de bois, 1919
- Millet raconté par lui-même, 3 vol., 1921 (tome 2), (tome 3)
- Les Clouet et leurs émules, 1924
- Corot raconté par lui-même, 2 vol., 1924 (tome 1), (tome 2)
- Daubigny raconté par lui-même, 1925
- Bonvin raconté par lui-même, 1927
- Manet raconté par lui-même, 2 volumes, édition Henri Laurens, Paris, 1926 (tome 1), (tome 2)